# Arncott
Arncott – wieś w Anglii, w hrabstwie Oxfordshire, w dystrykcie Cherwell. Leży 15 km na północny wschód od Oksfordu i 78 km na północny zachód od Londynu. W 2001 miejscowość liczyła 1293 mieszkańców.